# Julius Kranzbühler
Julius Kranzbühler (* 25. April 1909 in Kirchheimbolanden; † 5. Oktober 1977 in Mehlingen) war ein deutscher Jurist und Politiker (FDP).

## Leben
Kranzbühler besuchte zunächst die Volksschule und die Lateinschule in Bergzabern. 1924 wechselte er an das humanistische Gymnasium in Speyer, an dem er 1928 das Abitur ablegte. Im Anschluss nahm er ein Studium der Rechtswissenschaft an der Universität München auf, das er 1932 mit dem Ersten Juristischen Staatsexamen abschloss. Von 1931 bis 1934 arbeitete er als Verwaltungssekretär im Personalreferat der Stadt München. 1935 begann er den juristischen Vorbereitungsdienst als Referendar beim Oberlandesgericht München, den er ein Jahr später aber vorzeitig beendete und stattdessen als Berufssoldat in die Wehrmacht eintrat. Er nahm am Zweiten Weltkrieg teil und war zuletzt Hauptmann und Kommandeur eines Bataillons. Im Mai 1945 geriet er in US-amerikanische Kriegsgefangenschaft, aus der vier Monate später entlassen wurde.
Im Anschluss setzte Kranzbühler seine juristische Ausbildung als Gerichtsreferendar in Kaiserslautern fort und legte 1946 das Zweite Juristische Staatsexamen ab. Aufgrund seiner Tätigkeiten vor 1945 – er war Mitglied des NSRB und Anwärter der SA – musste er an einem Spruchkammerverfahren teilnehmen. Die Zentralspruchkammer Neustadt kam am 2. Dezember 1947 zu dem Urteil, er könne „in einer subalternen Stellung belassen werden außer bei der Polizei, Justiz, Gend., Zoll, Feuerwehr und Forsten.“
Kranzbühler war von 1947 bis 1949 Geschäftsführer des Verbandes Kraftfahrzeughandwerk Pfalz und praktizierte von 1950 bis 1954 als Rechtsanwalt in Kaiserslautern. Ab 1954 war er beim Sozialgericht Speyer tätig, wo er 1956 zum Sozialgerichtsrat befördert wurde. Des Weiteren fungierte er als Gründer und Leiter der Rechtsschutzgemeinschaft der landgeschädigten Bauern der Pfälzischen Wiederaufbaugenossenschaft mit Sitz in Kaiserslautern.
Kranzbühler trat nach 1945 in den Sozialen Volksbund (SV) ein und war seit 1946 Mitglied der FDP. 1958 wurde er zum Vorsitzenden des FDP-Bezirksverbandes Vorderpfalz und in den Landesvorstand der FDP Rheinland-Pfalz gewählt. Von 1951 bis 1954 war er Mitglied des Bezirkstages Pfalz. Bei der Landtagswahl 1959 wurde er über die Landesliste der FDP in den Rheinland-Pfälzischen Landtag gewählt, dem er bis 1963 angehörte. Im Parlament war Mitglied des Ausschusses für Sozialpolitik und Fragen der Vertriebenen.